# Malheur National Wildlife Refuge

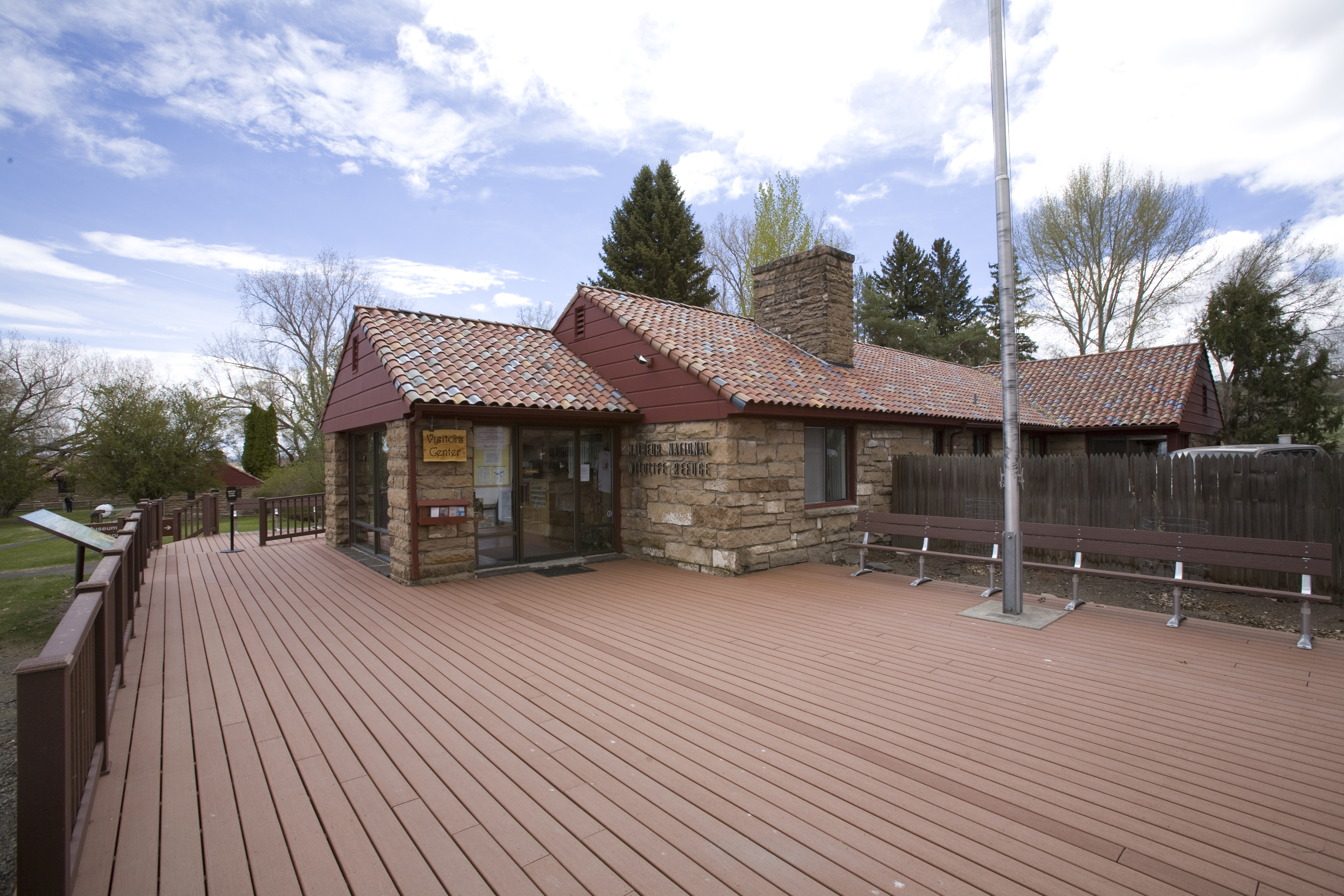
Verwaltungsgebäude des Malheur National Wildlife Refuge

Das Malheur National Wildlife Refuge ist ein 1908 unter Präsident Theodore Roosevelt eingerichtetes Naturschutzgebiet vom Typ eines National Wildlife Refuge im Harney County, Oregon. Das Gebiet wird vom US Fish and Wildlife Service betreut und schützt einen der bedeutendsten Rastplätze für Zugvögel in den westlichen USA. Das Gebiet beinhaltet einen archäologischen Fundplatz mit bis zu 9.000 Jahren zurückliegender Besiedlung. Es ist vom Malheur National Forest umgeben.

## Geschichte
Entdeckt wurde das Gebiet des heutigen Naturschutzgebietes von Jägern in den 1880ern. 1908 entdeckten die Naturfotografen William L. Finley und Herman T. Bohlman, dass die Population an Silberreihern am Malheur Lake durch Jäger 1898 schwer dezimiert worden war und in den zehn dazwischenliegenden Jahren sich nicht erholt hatte. Mit Unterstützung der Oregon Audubon Society regten sie an, ein Vogelschutzgebiet anzulegen. Mit Wirkung zum 18. August 1908 wurde das Vogelschutzgebiet als Lake Malheur Reservation eingerichtet, das zunächst 187.757 Acres (etwa 760 Quadratkilometer) umfasste. 1935 wurde das Schutzgebiet um 65.000 Acres (etwa 263 Quadratkilometer) des Blitzen Valley erweitert. Die Erweiterung diente dazu, die Wasserversorgung des Seengebietes der ursprünglichen Lake Malheur Reservation sicherzustellen. Die Field Station war ursprünglich ein Camp der Youth Civilian Conservation Job Corps und wurde 1969 eingerichtet. 1971 nutzte ein Konsortium mehrerer Universitäten die 36 Gebäude als Ausgangspunkt für ihre Forschungs- und Bildungsstation. 1987 übernahm die Great Basin Society die Trägerschaft für Gebäude und Ausstattung.
Im Januar 2016 kam es zur Besetzung des Malheur National Wildlife Refuge durch Bewaffnete. Anlass waren Proteste gegen verlängerte Gefängnisstrafen gegen zwei Farmer aus Harney County. Diese Farmer hatten über Jahre hinweg mehrere Buschfeuer gelegt, von denen sich einige auf das Schutzgebiet ausbreiteten. Das Bundes-Berufungsgericht hatte zunächst milde Strafen im Oktober 2015 auf je fünf Jahre Haft erhöht – nach einem Anti-Terror-Gesetz von 1996, das die Beschädigung von Staatseigentum besonders schwer ahndet. Nach einer Demonstration besetzten einige Protestierende unter Ammon Bundy, Sohn des im Patriot Movement aktiven Ranchers Cliven Bundy, das Verwaltungsgebäude der Parkverwaltung.